# ISO 14001
ISO 14001 – jeden ze standardów ISO, stosowany w zarządzaniu środowiskowym. Konkretnie jest to norma zarządzania środowiskowego.
British Standards Institution opublikowało w 1992 roku pierwszy światowy standard dotyczący systemu zarządzania środowiskiem BS 7750. W 1996 roku międzynarodowy następca BS 7750 został opublikowany jako ISO 14001. Podczas pierwszych dziesięciu lat kiedy standard ten został zaakceptowany na rynku międzynarodowym wydano ponad 111 000 certyfikatów ISO 14001 (lata 1996-2005) w 138 państwach. Aktualna norma została opublikowana 15 września 2015 r. Z tego powodu, polska wersja, wydana przez Polski Komitet Normalizacyjny, pochodząca z 2005 r. o oznaczeniu PN-EN ISO 14001:2005, została wycofana i zastąpiona normą PN-EN ISO 14001:2015. Norma pozwala zbudować System Zarządzania Środowiskowego przy użyciu tzw. podejścia procesowego. Jednym z najważniejszych elementów, podobnie jak w ISO 9001, jest uwzględnienie ciągłego doskonalenia w działaniach danej organizacji. Doskonalenie opiera się na założeniach tzw. cyklu Deminga (PDCA). Zakłada on cztery etapy działania: plan – planuj, do – wykonaj, check – sprawdź, act – działaj.
Podstawowym kryterium, na którym opiera się działania w zakresie SZŚ, jest identyfikacja aspektów środowiskowych. Tworzy się rejestr tych aspektów i wyszczególnia aspekty znaczące w działalności danej organizacji. Następnie na ich podstawie buduje się cele, zadania i programy środowiskowe.
W turystyce zainteresowanie normą 14001 przejawiają przewoźnicy, obiekty hotelarskie i restauracje.
W Polsce nie ma przedsiębiorstw turystycznych wyróżnionych certyfikatem ISO 14001.
Racibórz jako pierwsze miasto w Polsce i Europie otrzymało certyfikat ISO 14001.